# Modjo
Modjo a fost o formație franceză de house, electronica și pop (1998-2002). Membrii formației sunt Romain Tranchart și Yann Destagnol.

## Discografie
- Modjo (2001)

## Singles
- Lady (Hear Me Tonight) (2000)
- Chillin' (2001)
- What I Mean (2001)
- No More Tears (2002)
- On Fire (2002)